# ظهر العربية (بني قيس الطور)

تعديل مصدري - تعديل

ظهر العربية هي إحدى قرى عزلة ربع الشمري بمديرية بني قيس الطور التابعة لمحافظة حجة، بلغ تعداد سكانها 120 نسمة حسب تعداد اليمن لعام 2004.